# Jabrun
Jabrun település Franciaországban, Cantal megyében. Lakosainak száma 155 fő (2022. január 1.). Jabrun Chaudes-Aigues, Deux-Verges, Espinasse, Lieutadès, Saint-Rémy-de-Chaudes-Aigues, Saint-Urcize, La Trinitat és Argences-en-Aubrac községekkel határos.

## Népesség
A település népességének változása:
| Lakosok száma | 276  | 183  | 172  | 159  | 158  | 161  | 155  | 155  | 158  | 155  |
|               | 1968 | 1982 | 1990 | 2006 | 2013 | 2015 | 2017 | 2019 | 2020 | 2022 |